# Kiskundorozsmai járás
A Kiskundorozsmai járás (korábban: Dorozsmai járás, illetve Tiszáninneni járás) Magyar Királyság Csongrád vármegyéjének járása volt, mely 1950. június 1-jén megszűnt.

## Története
A járás hivatalos neve 1925-ig Tiszáninneni járás volt, 1924 nyarán döntött úgy a megye közgyűlése, hogy az új járási beosztás kialakításával egyidőben e közigazgatási egység nevét megváltoztatja. Ezen a néven az 1950-es megyerendezésig állt fenn. A székhelye az 1876-ban önálló törvényhatósági jogállását elvesztő és többfelé szétosztott Kiskunságból idecsatolt Kiskundorozsma volt 1886, a járások állandó székhelyének kijelölése óta mindvégig.
Települései 1913-ban a következők voltak:
- Algyő
- Horgos
- Kiskundorozsma
- Kistelek
- Öttömös
- Pusztamérges
- Sándorfalva
- Sövényháza
- Tápé

A trianoni békeszerződés a járás (és vármegye) települései közül egyedül Horgost csatolta el Magyarországtól.